# Diocese de Novara
A Diocese de Novara (Dioecesis Novariensis) é uma diocese da Igreja Católica na Itália, sufragânea da Arquidiocese de Vercelli, pertencente à região eclesiástica do Piemonte e à Conferenza Episcopale Italiana.
A sé episcopal está na Catedral de Novara.

## Território
Em 2016 contava 531mil batizados, numa população de 568 mil habitantes, e 346 paróquias.
À Diocese pertencem a Cidade de Novara, a maioria da província homônima, toda a província de Verbania, o território de Valsesia e paróquia de Gravellona Lomellina na província de Pávia e na região Lombardia.
O rito ambrosiano é praticado nas paróquias de Cannobio, S. Agata, S. Bartolomeo Valmara, Traffiume, Falmenta, Crealla, Cavaglio-Gurrone, Spoccia, Cursolo-Orasso, Gurro, Finero, Trarego Viggiona, Cannero. No resto da Diocese é praticado o Rito romano.

## História
A Diocese foi erguida em 398 como suffragànea da Arquidiocese de Milão. O primeiro bispo foi São Gaudencio, padroeiro da Diocese.
Em 1817 a sé de Vercelli virou Arquidiocese, e Novara sua suffraganea como resultado do breve apostólico Cum per Nostras de papa Pio VII.

## Administração
Cronologia dos bispos do século XX:
| # | Nome                             | Período   | Notas                       |
| - | -------------------------------- | --------- | --------------------------- |
|   | Franco Giulio Brambilla          | 2011-     | Atual                       |
|   | Renato Corti †                   | 1990-2011 |                             |
|   | Aldo Del Monte †                 | 1972-1990 |                             |
|   | Plácido Maria Cambiaghi, B. †    | 1963-1971 |                             |
|   | Gilla Vicente Gremigni, M.S.C. † | 1951-1963 |                             |
|   | Leão Tiago Ossola, O.F.M.Cap. †  | 1943-1951 |                             |
|   | Josè Castelli †                  | 1924-1943 |                             |
|   | Giuseppe Gamba †                 | 1906-1923 | Nomeado Arcebispo de Turim  |
|   | Matias Vicàrio †                 | 1901-1906 |                             |
|   | Eduardo Pulciano †               | 1892-1901 | Nomeado Arcebispo de Gênova |